# Сімона Гаусвальд
Сімона Х'є-соон Гаусвальд (нім. Simone Hye-Soon Hauswald, при народженні Денкінґер, нім. Denkinger, 3 травня 1979) — німецька біатлоністка, призерка Олімпійських ігор. 
Сімона народилася в родині німця й кореянки. З 2008 року виступала під прізвищем чоловіка. 
Найуспішнішим для Гаусвальд став сезон 2009/2010. На Олімпіаді у Ванкувері вона виборола дві бронзові медалі — в масстарті та естафеті. Вона зуміла зберегти форму й після Олімпіади. На етапі кубка світу в Гольменколлені вона виграла три старти поспіль, що сприяло збереженню інтриги в боротьбі за Великий кришталевий кубок із Маґдаленою Нойнер до останньої залікової гонки. В результаті Сімона стала другою у загальному заліку, але виграла Малий кришталевий кубок у спринті. В останній гонці сезону Гаусвальд стала чемпіонкою світу в змішаній естафеті. Разом із Нойнер вони привезли хлопцям відрив у 1 хв. 20 с, який ті зуміли зберегти. Загалом на етапах кубка світу Сімона здобула 7 перемог.  
Наприкінці сезону 2009/2010 Сімона оголосила про завершення спортивної кар'єри.